# José del Prado Palacio
José del Prado y Palacio (Jaén, 3 de enero de 1865-Espeluy, 14 de febrero de 1926) fue un ingeniero y político español, ministro de Instrucción Pública y Bellas Artes durante el reinado de Alfonso XIII, así como alcalde de Jaén y de Madrid.

## Biografía
Pertenecía a una de las familias aristocráticas de Torredonjimeno (Jaén) que habían hecho de la capital Jaén su residencia. El 7 de enero de 1890 casa con la tosiriana María Teresa Fernández de Villalta y Coca, hija del I marqués pontificio de Villalta.
Miembro del Partido Conservador, a los veintiséis años (1891) fue nombrado alcalde de Jaén. En 1893 fue nombrado caballero de la Orden de Santiago. Fue elegido diputado por Jaén en las elecciones de 1899 a 1910 y por Lugo en las de 1914 aunque renunciaría al escaño en 1915 al ser nombrado senador vitalicio. Fue ministro de Instrucción Pública y Bellas Artes entre el 20 de julio y el 12 de diciembre de 1919 en el gobierno que presidió Joaquín Sánchez de Toca Calvo. Fue alcalde de Madrid en dos ocasiones, en 1915 y en 1917.

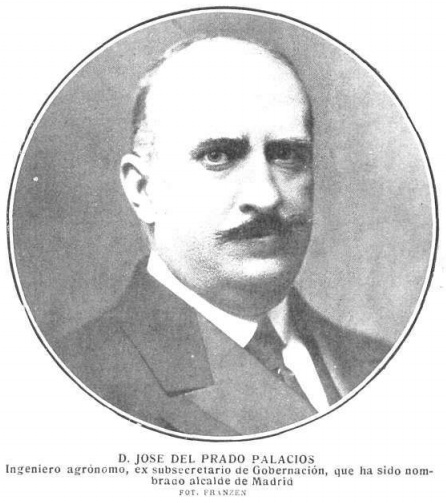
Fotografiado por Christian Franzen

En 1920, Alfonso XIII le otorgó el título de marqués del Rincón de San Ildefonso.
Además de los cargos mencionados anteriormente fue secretario y, más tarde, vicepresidente del Congreso, director general de Obras Públicas y Agricultura, senador del Reino, mayordomo de Alfonso XIII, caballero de la Real Maestranza de Caballería de Granada, y fue condecorado con la cruz de la Orden de Isabel la Católica, la Cruz del Mérito Militar y recibió el nombramiento de caballero de la Orden de San Gregorio Magno.
No sólo brilló como político, sino como intelectual regeneracionista. En 1917, mientras Europa se desangraba en la I Guerra Mundial, José del Prado publicó su libro Hagamos patria, donde plasmaba el programa político que más tarde trataría de llevar a la realidad. También fue impulsor de La liga por la cultura de Jaén amén de uno de los más sobresalientes mecenas que patrocinaba la revista cultural, de carácter mensual, Don Lope de Sosa, dirigida por Alfredo Cazabán Laguna. Pero no sólo se contentaba con patrocinar la revista, sino que de vez en cuando colaboraba en sus páginas con algún artículo.
Una muestra de su agudeza con la pluma está en sus contradictorias composiciones "Jaén, bella población" y "Jaén, infame lugar". Se cuenta que estas dos piezas están relacionada con una ocasión en que, al inicio de su carrera política, se presentó como diputado a Cortes por Jaén. Con objeto de ganarse el favor de los votantes, compuso esta pieza laudatoria:
Jaén, bella población. 
Fue por Asdrúbal fundada, 
nació en ella un Escipión, 
su gente es buena y honrada 
y de mucha educación. 
Y eso de que "roncan"... ¡¡Nada!! 
Es una exageración.
Pero a pesar de su empeño no fue apoyado como hubiera deseado, y dedicó la siguiente pieza satírica a Jaén y a sus gentes:
Jaén,infame lugar. 
Sus habitantes villanos, 
los ricos tontos y vanos,
y el mujerío pelgar.
Sólo el templo es singular.
Las monjas impertinentes,
y los frailes pordioseros.
¡¡Dígame!! En este lugar,
¿Qué pintará un forastero?
José de Prado y Palacio influyó en la expansión y modernización de Jaén mediante el diseño del eje urbanístico del paseo de la Estación, y la construcción a lo largo de su traza del Museo Provincial, el Asilo, la Biblioteca Provincial y los edificios del Gobierno, así como el característico monumento de la plaza de las Batallas, dedicado a conmemorar las victorias de las Navas de Tolosa y de Bailén, adornado con fundidos en bronce de Jacinto Higueras.
| Predecesor: Manuel Piqueras Castro            | Alcalde de Jaén 1891-1892                           | Sucesor: Sixto Santamaría Mitjana |
| Predecesor: César Silió y Cortés              | Ministro de Instrucción Pública y Bellas Artes 1919 | Sucesor: Natalio Rivas Santiago   |
| Predecesor: Carlos Prats y Rodríguez de Llano | Alcalde de Madrid 1915                              | Sucesor: Joaquín Ruiz Jiménez     |
| Predecesor: Duque de Almodóvar del Valle      | Alcalde de Madrid 1917                              | Sucesor: Luis Silvela Casado      |